# Roger Miner
Roger Jeffrey Miner (14 de abril de 1934 – 18 de fevereiro de 2012) foi um juiz federal de apelação que serviu no Segundo Circuito Federal de Apelações.
Miner nasceu em Hudson, Nova Iorque. Depois de se formar na New York Law School. Ele foi o procurador da cidade de Hudson entre 1961-1964 e procurador distrital do Condado de Columbia entre 1968-1975. Ele serviu no Corpo de Juízes do Exército dos Estados Unidos.
A carreira judicial de Miner começou com sua eleição em 1976 para o Supremo Tribunal de Nova Iorque, um tribunal de julgamento em que ele serviu entre 1976-1981. Em 1981, o presidente Ronald Reagan nomeou Miner para o Tribunal Distrital dos Estados Unidos para o Distrito Norte de Nova Iorque. Em 1985, o presidente Reagan promoveu Miner para o Tribunal de Apelações do Segundo Circuito. Em janeiro de 1987 Miner e Jon O. Newman atuaram no caso Salinger v. Random House, decidindo que os direitos do proprietários sobre trabalhos inéditos com copyright para tem precedência para controlar a publicação sobre o direito do "fair use".
Isso foi interpretado como definindo o direito de um indivíduo à privacidade do direito público.
Em 1987, após a nomeação de Robert Bork para a Suprema Corte ser rejeitada pelo Senado, o presidente Reagan considerou a nomeação de Minner. No entanto, devido à sua recusa de divulgar a sua posição sobre o aborto, Reagan nomeou Anthony Kennedy em seu lugar. Ele assumiu o status de sênior em 1º de janeiro de 1997.